# Asilus gavius
Asilus gavius är en tvåvingeart som beskrevs av Walker 1851. Asilus gavius ingår i släktet Asilus och familjen rovflugor. Inga underarter finns listade i Catalogue of Life.